# 钱秀玲
錢秀玲（1913年3月13日—2008年8月1日），女性，比利时华裔学者，因在第二次世界大战期间从纳粹德国占领军手中救出近百名比利时青年而获得比利时国家勋章。

## 生平
钱秀玲出生于江苏省宜兴县大塍乡钱墅村（今宜兴市新庄街道王婆村村民委员会）一个乡绅家庭。童年就读于宜城明城小学，后入苏州女中，再进上海大同大学预科，1929年赴比利时留学。1930年至1933年进入鲁汶大学主修化学，毕业后任助教，并攻读博士。1935年钱秀玲获博士学位，同年与在大学相识的葛利夏（Grégoire de Perlinghi）医生结婚。婚后钱秀玲随丈夫在埃尔伯蒙开设了一家私人诊所。

## 二次世界大戰解救比利時青年
1940年，比利时被纳粹德国占领。埃尔伯蒙镇上一名青年因试图埋设地雷炸毁德军军方列车必经的铁路被德军抓获并判处绞刑。钱秀玲得知后亲自赴布鲁塞尔找到与曾留学德国的堂兄钱卓伦（曾任中国国民政府国防部第一厅厅长、中将军衔）结为至交的德军驻比利时和法国北部战区的最高行政长官亚历山大·冯·法肯豪森（1934至1938年间曾在中国担任军事顾问），成功解救被捕青年。
1944年6月7日，钱秀玲住地附近的埃科西讷，比利时地下抵抗组织杀死了3个德国盖世太保成员，德军随后逮捕了该市96名青年男子，逼迫当地居民一天之内交出凶手，否则用抓阄的方式，每批处死15名被抓的青年人。当地居民找到钱秀玲恳求她设法救人。钱秀玲拖着5个月的身孕冒险赶往布鲁塞尔再次找到冯·法肯豪森，最终说服其释放近百名被捕青年。

## 二戰戰後
二战结束后，钱秀玲被比利时政府授予“国家勋章”，埃科西讷将市中心的一条道路命名为“钱夫人大街”以示纪念。在审判战犯冯·法肯豪森时，钱秀玲也曾为其向法院求情并作证，求得公正判决。
战后钱秀玲一家搬到布鲁塞尔近郊居住，曾在联合国核能科技研究所工作，之后创办过中餐馆和中文学校。2008年8月1日逝世。

## 影响
- 作家张雅文根据钱秀玲的事迹创作了小说《盖世太保枪口下的中国女人》，2002年出版
- 根据小说改编的同名16集电视连续剧2002年在中央电视台首播，许晴主演